# Medesano
Medesano (en dialecte parmesan Medzàn ) est une commune italienne de la province de Parme dans la région Émilie-Romagne en Italie.

## Administration
| Période                                  | Période | Identité | Étiquette | Qualité |
| ---------------------------------------- | ------- | -------- | --------- | ------- |
|                                          |         |          |           |         |
| Les données manquantes sont à compléter. |         |          |           |         |

### Hameaux
Arduini, Ca'Bernini, Ca'Dordone, Ca'Rettori, Casa di Cura, Case Caselli, Case Faggi, Casa Matteo, Cavicchiolo, Divisione Julia, Felegara, Ferrari, Il Novellino, La Carnevala, Mezzadri, Pianezza, Ramiola, Roccalanzona, Sant'Andrea Bagni, Troilo, Varano Marchesi

### Communes limitrophes
Collecchio, Fidenza, Fornovo di Taro, Noceto, Pellegrino Parmense, Salsomaggiore Terme, Varano de' Melegari